# Thomas Rödel
Thomas G. Rödel (* 19. März 1967 in Rehau) ist ein deutscher Chemiker.
Nach dem Abitur 1986 in Selb studierte Rödel an der Universität Bayreuth Chemie. 1993 schloss er seine Diplomarbeit zum Thema „Versuche zur Synthese von Alternariol“ ab. 1996 erfolgte seine Promotion über die Synthese von Schimmelpilzgiften bei Hans Gerlach. Danach arbeitete er in der Industrie, zunächst als Pharmareferent in der Firma UCB und dann bei der Firma Rehau. 2004 wurde Rödel Professor für organische und makromolekulare Chemie an der Hochschule Merseburg. Sein Spezialgebiet sind asymmetrischen Synthesen, insbesondere von Duftstoffen. Einen 2009 erfolgten Ruf an die Georg-Simon-Ohm-Hochschule in Nürnberg lehnte er ab.
Rödel ist verheiratet und hat drei Kinder.

## Trivia
Bundesweites Aufsehen erregte Rödel während der Flüchtlingskrise in Deutschland 2015/2016 durch einen Zwischenruf bei der Eröffnungsveranstaltung des Fraunhofer-Instituts für Mikrostruktur von Werkstoffen und Systemen in Halle mit der Bundeskanzlerin Angela Merkel. Dabei kritisierte Rödel die Politik der Bundeskanzlerin. Seine Hochschule distanzierte sich von dem Protest.
Seit einigen Jahren setzt sich Rödel gegen die Verwendung von Genderzeichen an seiner Hochschule und bei der GDCh ein.

## Werke
- Thomas Rödel, Hans Gerlach (1995): Enantioselective Synthesis of the Polyketide Antibiotic (3R,4S)-(−)-Citrinin. Liebigs Annalen 1995 (5): 885–888. doi:10.1002/jlac.1995199505129
- Thomas Rödel, Hans Gerlach (1996): Enantioselective Synthesis of (R)-(+)-Pulvilloric Acid. Liebigs Annalen 1997 (1): 213–216. doi:10.1002/jlac.199719970131
- Norbert Kraus, Thomas Rödel und Bernd Schade (2009): Klarlacke optimal härten. Dielektrische Analyse als Online-Prüfverfahren in Lackieranlagen. Farbe und Lack 3 (Vincentz Network) ISSN 0014-7699: 102–105.
- Norbert Kraus, Thomas Rödel und Bernd Schade (2009): On-Line Test Method in Paint Shops by DEA. OnSet5 (NETZSCH-Gerätebau, Selb): 13–15.
- Zajac, Martin & Kahl, Heike & Schade, Bernd & Rödel, Thomas & Dionisio, Madalena & Beiner, Mario. (2017): Relaxation behavior of polyurethane networks with different composition and crosslinking density. Polymer. 111: 83-90. doi:10.1016/j.polymer.2017.01.032